# Patronessen
Patronessen, op. 264, är en vals av Johann Strauss den yngre. Den spelades första gången den 24 februari 1862 i Redouten-Saal i Wien. 

## Historia
Wiens studenter stod i främsta ledet när revolutionen 1848 startade. Efter att revolutionen hade slagits ned förlorade studenterna sitt inflytande och de ansågs opålitliga och till och med farliga för monarkins framtid. Det tog mer än tio år för studentföreningarna att åter etablera sig. Men när väl föreningarna bildades kunde de räkna med stöd från alla samhällsskikt. Ett angeläget ärende gällde finansiering av hälsovård för studenter vid Wiens universitet. Studentföreningarna ville hålla en bal i samband med karnevalen för att på så sätt få in pengar. I januari 1862 var tiden inne, en kommitté hade inrättats och den hade lyckats engagera en aktiv grupp som skulle ge balen ett gott rykte: stadens adelsdamer. Med detta stöd var det till och med möjligt att få tillstånd att hålla studentbalen i den vackraste och mest representativa balsalen i staden: Redouten-Saal i Hofburg. Det hade funnits olika studentbaler från de enskilda fakulteterna förut, men ingen allmän studentbal.
Valsen är tillägnad alla dessa adelsdamer och uppfördes den 24 februari 1862 tillsammans med Studenten-Polka (op. 263). Strauss förläggare Carl Haslinger såg till att namnen på alla beskyddare noterades på titelsidan av klaverutdraget när valsen publicerades: prinsessorna Francisca Liechtenstein, Wilhelmine Kinsky, Anthonie Khevenhüller och Eleonore Schwarzenberg; grevinnorna Therese Potocki, Celine Bieberstein-Zamadzka, Emilie Thurn, Francisca Hardegg och Helene Mniszek; Baronessan Julie Spannocchi; Antonie Lasser och Marie von Oppolzer.

## Om valsen
Speltiden är ca 8 minuter och 38 sekunder plus minus några sekunder beroende på dirigentens musikaliska tolkning.

## Weblänkar
- Patronessen i Naxos-utgåvan.